# 트로파렐로
트로파렐로(이탈리아어: Trofarello)는 이탈리아 피에몬테주의 토리노 광역시에 있는 코무네로, 토리노에서 남동쪽으로 약 10km(6mi) 정도 떨어져 있다.
트로파렐로는 페체토토리네세, 몬칼리에리, 캄비아노, 산테나와 접해 있다.